# Al-Hawash
Al-Hawash (in arabo الحواش‎?) è un villaggio siriano del sottodistretto di Qalaat al-Madiq appartenente al distretto di al-Suqaylabiyah nel governatorato di Hama. Secondo l'Ufficio centrale di statistica  (CBS), al-Hawash aveva una popolazione di 3.306 abitanti nel censimento del 2004.